# Ted Wheeler
Edward Tevis "Ted" Wheeler (Portland, Oregón; 31 de agosto de 1962) es un político estadounidense y alcalde de Portland, Oregón desde 2017. Fue tesorero del estado de Oregón de 2010 a 2016.
Wheeler ganó las elecciones a la alcaldía de Portland de 2016 y fue reelegido en 2020. Anteriormente un republicano registrado, ha sido descrito como un demócrata moderado.

## Biografía
Wheeler, un oregoniano de sexta generación, nació en Portland en el seno de una familia con raíces y riqueza en la industria maderera de Oregón. Su padre, Sam Wheeler, fue vicepresidente ejecutivo de Willamette Industries, una empresa maderera –con un lugar en la lista Fortune 500– formada en 1967 por la fusión de varias empresas más pequeñas, incluida una establecida por la familia Wheeler en 1912 en Wheeler, Oregón. Asistió a las escuelas públicas de Portland y se graduó de Lincoln High School. Recibió una licenciatura en economía de la Universidad de Stanford en 1985. También obtuvo un MBA de la Universidad de Columbia en 1989 y una maestría en políticas públicas de la Universidad de Harvard. Wheeler trabajó para varias empresas financieras, incluidas el Bank of America y Copper Mountain Trust.

## Carrera política
Wheeler fue un republicano registrado hasta el 2001 y se lo describió como "el rico heredero de una fortuna maderera controlada por conservadores sociales y fiscales". En 2006, derrotó a la actual presidenta del condado de Multnomah, Diane Linn, para convertirse en presidente de la Junta de Comisionados del condado de Multnomah, asumiendo el cargo en enero de 2007.

### Comisionado del condado de Multnomah
Poco después de su elección como presidente de la Junta de Comisionados del Condado de Multnomah, Wheeler trabajó con sus colegas para equilibrar un presupuesto del condado que había exigido recortes de $22,3 millones en 2009. Wheeler también trabajó para preservar los programas de la red de seguridad social y eliminar las tarifas ocultas de las tarjetas de débito emitidas por el estado.
Tras la pérdida de casi $16 millones en inversiones del Fondo Escolar Común de Oregón y del Fondo de Jubilación de Empleados Públicos de Oregón, Wheeler presentó una demanda colectiva con la fiscal general Ellen Rosenblum para recuperar el dinero tras el engaño a los inversores por parte de las empresas.
Durante su cargo como comisionado del condado, Wheeler se enfocó en construir, preservar y mejorar el espacio público y la infraestructura. Impulsó proyectos para construir nuevas bibliotecas en Kenton y Troutdale y para construir el nuevo Palacio de Justicia del Este del Condado en el condado de Multnomah. Wheeler también trabajó para financiar las reparaciones del deteriorado puente Sellwood.
Con Wheeler, Portland se convirtió en el primer municipio de Oregón en prohibir el uso de la casilla de verificación en los formularios de empleo que preguntaba si la persona tenía antecedentes penales.

### Tesorero del estado

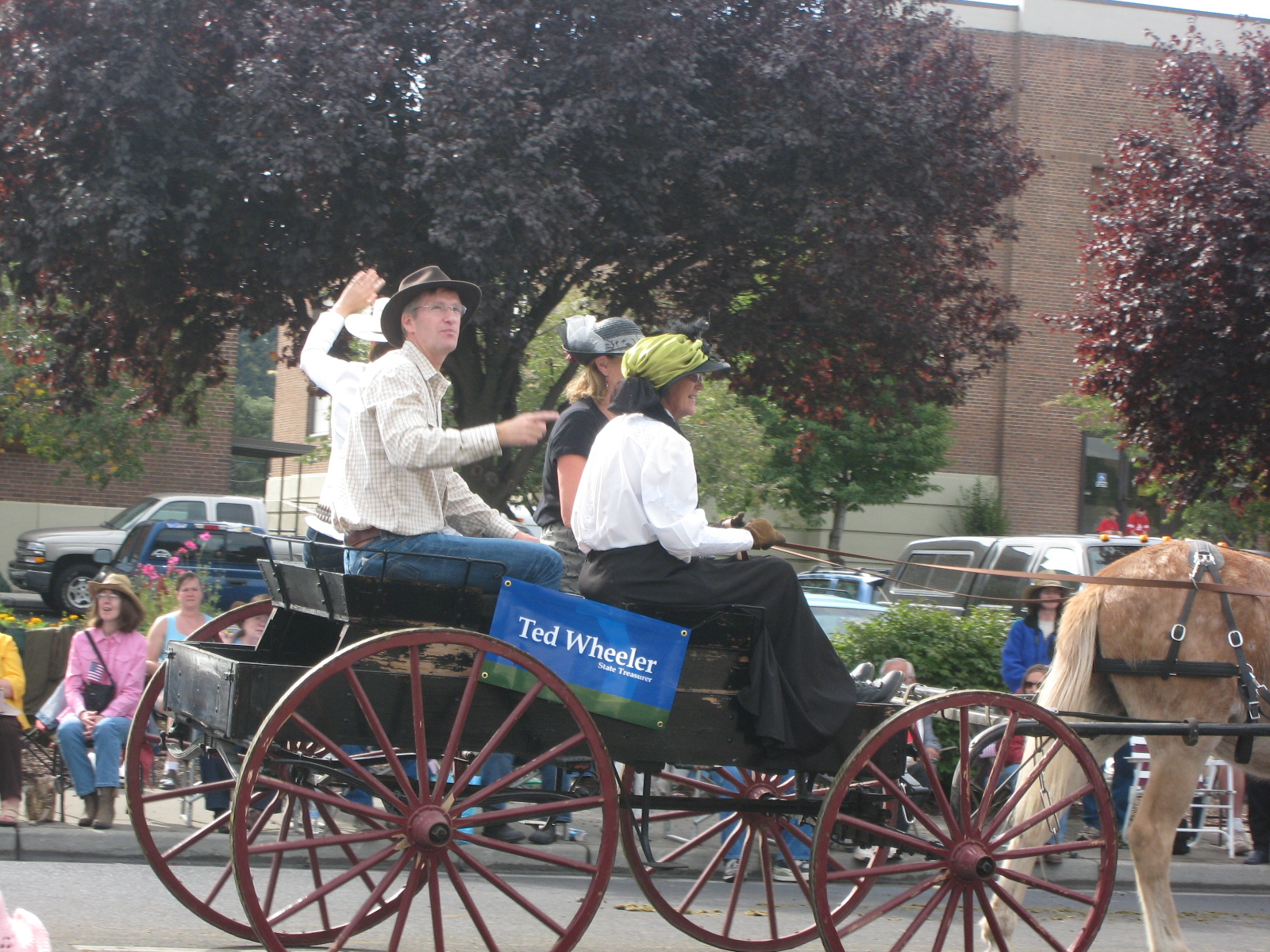
Wheeler en el Desfile de Pendleton de 2010.

El 7 de marzo de 2010, el tesorero titular del estado de Oregón, Ben Westlund, murió de cáncer de pulmón. Dos días después, el gobernador Ted Kulongoski nombró a Wheeler para el cargo. Wheeler derrotó a su compañero demócrata Rick Metsger en las elecciones primarias demócratas el 18 de mayo de 2010, y derrotó al republicano Chris Telfer, al progresista Walt Brown y Michael Marsh del Partido de la Constitución en la elección especial de noviembre por el resto del mandato de Westlund, que terminó en 2013. Fue elegido para un segundo mandato en las elecciones estatales de Oregón de 2012.
Wheeler practicó una gestión financiera agresiva, logrando más de $172 millones en ahorros de efectivo desde 2013. Promovió la administración ambiental, comprometiéndose a duplicar las inversiones de Oregón en recursos de energía renovable para enero de 2020 y volver a duplicarlos para 2030. Wheeler también se comprometió a no realizar nuevas inversiones en carbón. Promovió el uso de ESG (Environmental Social Governance) para todas las inversiones estatales para mejorar el desempeño a largo plazo, e instó a la Comisión de Bolsa y Valores a instituir revisiones más estrictas de las publicaciones de riesgo de activos de carbono de 45 corporaciones importantes.
Wheeler fue presidente del Grupo de Trabajo de Ahorros para la Jubilación de Oregón, el cual desarrolló lo que luego se convirtió en el programa "OregonSaves" para ayudar a los oregonianos a ahorrar para la jubilación. Aumentó el fondo de pensiones de Oregón a más de $72 mil millones, uno de los cinco fondos de pensiones estatales más fuertes del país.

### Campaña para la alcaldía de Portland
Wheeler lanzó su candidatura a la alcaldía el 14 de octubre de 2015. Hizo campaña para abordar la desigualdad de ingresos y garantizar la responsabilidad del gobierno. Durante su discurso, Wheeler prometió construir un gobierno que funcionara "para todas las personas".

Cuidar a los necesitados. Asumir la responsabilidad de proteger nuestro medio ambiente. Tomar medidas ahora mismo para cerrar la brecha entre nuestros residentes más ricos y más pobres al brindar oportunidades económicas a familias de ingresos bajos y medios. Igualdad de acceso a nuestro gobierno para todas las personas. Entender que cada dólar que gastamos provino de un contribuyente y debemos mostrar nuestro respeto por lo duro que trabajó ese contribuyente para ganar esos dólares al gastarlos sabiamente. Estos son los valores auténticos de Portland. Y estos son mis valores.
Ted Wheeler

En octubre de 2015, los exalcaldes de Portland Vera Katz, Tom Potter y Sam Adams respaldaron a Wheeler. El alcalde de Gresham, Shane Bemis, también lo respaldó, al igual que los representantes estatales Lew Frederick y Tobias Read, los exsenadores estatales Ron Cease, Jane Cease y Avel Gordly, y la candidata a la alcaldía en 2012, Eileen Brady. Wheeler también recibió el respaldo de Basic Rights Oregon, Portland Business Alliance y el Columbia Pacific Building Trades Council.
El 17 de mayo, Wheeler fue elegido alcalde al ganar la primera vuelta con el 54% de los votos.

### Alcalde de Portland
Wheeler prestó juramento el 30 de diciembre de 2016, y su cargo comenzó el 1 de enero de 2017. Una de sus primeras acciones fue realizar asignaciones de departamentos de la ciudad (conocidas como oficinas) a los cinco comisionados, de los cuales el alcalde es uno. Se asignó a sí mismo la Oficina de Policía de Portland, la Comisión de Desarrollo de Portland y la Oficina de Vivienda de Portland, entre otras. Dijo que tenía la intención de reconsiderar las asignaciones iniciales durante el proceso presupuestario anual en abril.
En julio de 2018, el periódico The Oregonian informó que la mitad de los arrestos en Portland fueron de personas sin hogar. Wheeler, que supervisaba el departamento de policía, dijo que veía esto como un problema y que lo tendría en cuenta en sus decisiones presupuestarias. En septiembre de 2018, los residentes de Portland que encontraron inadecuada la respuesta de Wheeler al crecimiento de los campamentos para personas sin hogar, solicitaron a su oficina y a otras agencias locales que tomaran medidas más contundentes.
En 2018, se escuchó a Wheeler decir: «I cannot wait for the next 24 months to be up» (en español, «Qué ganas tengo de que pasen los próximos 24 meses»). Pero también ha dicho que aspira a romper la racha de alcaldes de un solo mandato. A principios de 2020, Wheeler declaró que buscaría la reelección en 2020.
En agosto de 2019, Wheeler solicitó que la gobernadora Kate Brown mantuviera a la Guardia Nacional lista para responder en previsión de un enfrentamiento potencialmente agresivo entre grupos de extrema derecha y manifestantes de Antifa. Su solicitud fue denegada.
En septiembre de 2020, Wheeler anunció su intención de retirar a la ciudad de la asociación de la Oficina Conjunta de Servicios para Personas Sin Hogar con el Condado de Multnomah en un esfuerzo por llevar a los campistas de las calles del centro a los refugios. En 2018, el auditor de la ciudad descubrió que la ciudad ignoraba regularmente las quejas de los ciudadanos sobre los campamentos transitorios. El Oregonian informó que la falta de respuesta de la ciudad no fue consistente con la represión de los campamentos ilegales llevada a cabo anteriormente en el mandato de Wheeler.

#### Protestas por George Floyd

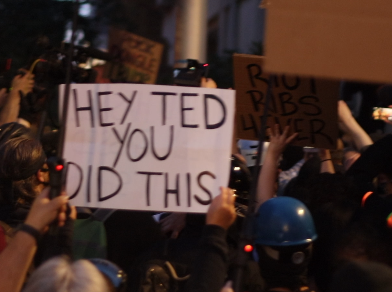
Un cartel quejándose del uso de violencia de Wheeler durante las protestas.

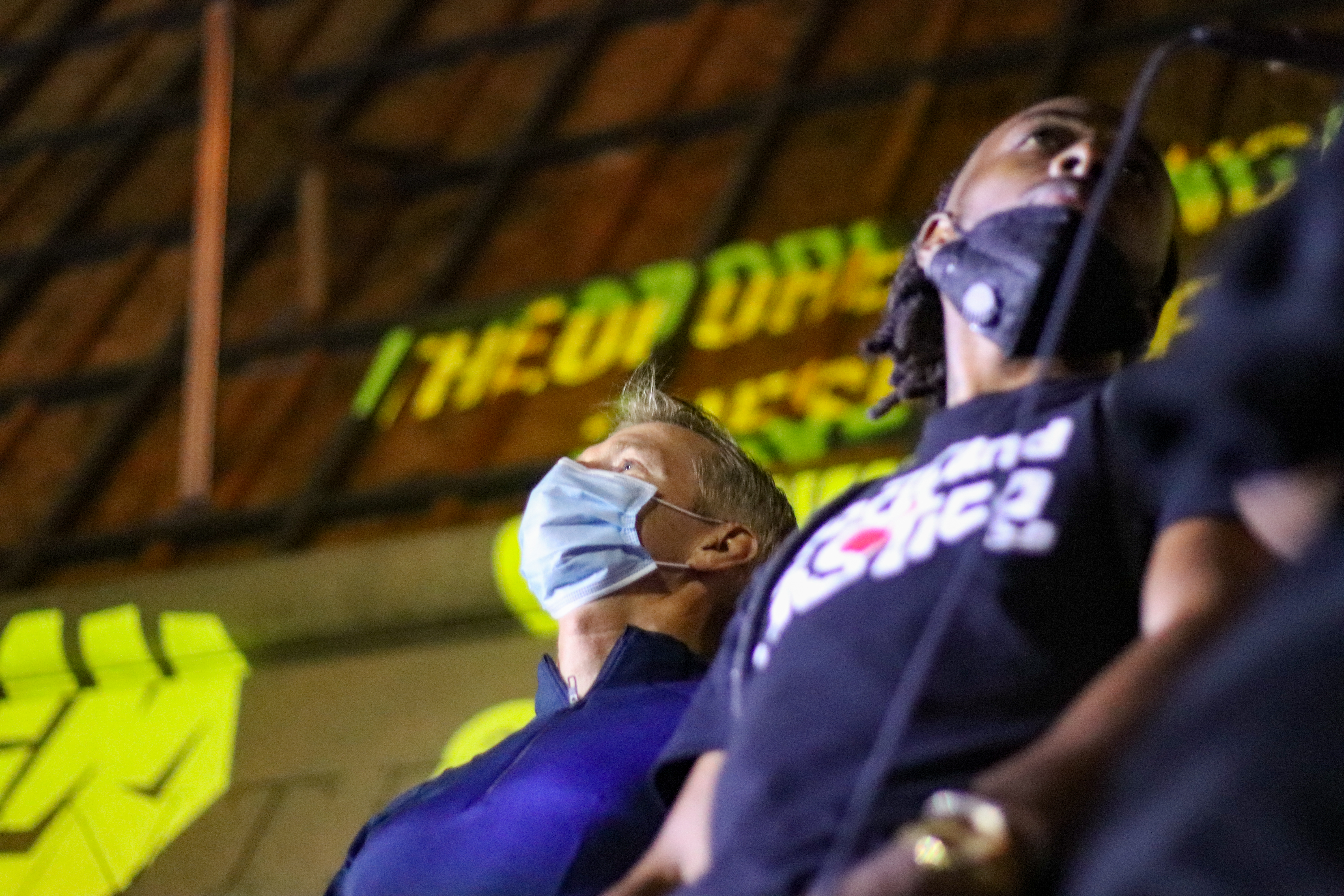
Una proyección llama a Wheeler a renunciar.

El 30 de mayo de 2020, Wheeler impuso un toque de queda en Portland durante las protestas de Black Lives Matter (provocadas por el asesinato de George Floyd, el tiroteo de la policía que resultó en la muerte de Breonna Taylor y la muerte de Ahmaud Arbery, a principios de año). Quienes criticaron esta medida argumentaron que la policía tendrían un incentivo para restringir la libertad de expresión e incitar a la violencia en las protestas pacíficas utilizando métodos de control de multitudes como gas lacrimógeno y granadas aturdidoras, los cuales fueron usados contra manifestantes en Portland y en todo el país. Esto le valió el apodo de Tear Gas Teddy. El 2 de junio, Wheeler levantó el toque de queda debido a su percepción de un "cambio bastante [pacífico] en el tenor" de las protestas. Wheeler también solicitó el despliegue de la Guardia Nacional de Oregón en Portland en respuesta a las protestas tras el asesinato de George Floyd, pero la gobernadora Kate Brown se negó.
En respuesta al uso de gas lacrimógeno por parte de la policía de Portland contra los manifestantes, la organización Don't Shoot PDX presentó una demanda colectiva contra la ciudad el 5 de junio de 2020 Wheeler expresó su preocupación por el uso de gas lacrimógeno, pero no ha prohibido su uso, afirmando:

Me solidarizo con nuestros manifestantes no violentos, que están enviando un fuerte mensaje de que estamos muy atrasados en una reforma significativa y una justicia restaurativa. Nuestra comunidad tiene serias preocupaciones sobre el uso de gas CS para el manejo de multitudes, particularmente durante un momento en que estamos luchando contra una pandemia. Comparto esas preocupaciones. Hoy, le dije al jefe de policía de Portland, Jami Resch, que no se debe usar gas a menos que exista una amenaza seria e inmediata para la seguridad de la vida, y no haya otra alternativa viable para dispersar a la gente. Creo firmemente que el gas no debe usarse para dispersar multitudes de manifestantes no violentos o con fines generales de gestión de multitudes. Solo debe usarse en respuesta a la violencia que amenaza la seguridad de la vida. Mi prioridad y mi enfoque son proteger las vidas de los manifestantes, nuestros socorristas y las personas detenidas en el Centro de Justicia.

El 15 de junio, Wheeler pidió una revisión del sistema de supervisión policial de Portland, el cual dijo que no tiene "dientes reales".
Luego de que los edificios del gobierno se convirtieran en blanco de violencia nocturna y sufrieron daños, el gobierno federal envió sus agentes a Portland en julio de 2020. Días después surgieron videos que mostraban a agentes federales enmascarados y camuflados sin identificación arrestando a los manifestantes, sobre esto Wheeler dijo: "Esta no es la América que queremos. Este no es el Portland que queremos. Exigimos que el presidente retire estas tropas adicionales que envió a nuestra ciudad. No ayuda a contener ni a reducir la situación. Obviamente, está teniendo exactamente el impacto opuesto". La gobernadora de Oregón, Brown, y el senador estadounidense Jeff Merkley, también calificaron el despliegue de las fuerzas federales como un abuso de poder autoritario; el fiscal federal de Oregón, Billy J. Williams, pidió una investigación y la fiscal general de Oregon, Ellen Rosenblum, presentó una demanda federal contra el Departamento de Seguridad Nacional.
En la noche del 22 de julio, Wheeler se dirigió a los manifestantes pero fue abucheado por sus acciones como Comisionado de Policía de Portland y la propia respuesta de la Policía de Portland a las protestas. La multitud coreó "Que se joda Ted Wheeler" ("Fuck Ted Wheeler") y "Renuncie a su trabajo" ("Quit your job") mientras hablaba. Después de hablar, Wheeler y al menos cinco guardias de seguridad se dirigieron al frente del área en que se protestaba, segundos después Wheeler quedó envuelto en el gas lacrimógeno liberado por los agentes federales. El alcalde se fue después de la primera ronda de gases lacrimógenos, después de lo cual la policía de Portland declaró oficialmente a las protestas un motín.
El 7 de agosto, después de violentos enfrentamientos con la policía, Wheeler se dirigió directamente a los manifestantes y les dijo: "No se están manifestando, están intentando cometer un asesinato". Esto se hizo junto con los informes de la policía de que los manifestantes estaban intentando "vandalizar e incendiar el recinto" y al menos dos informes confirmados de ataques no provocados contra ciudadanos de edad avanzada. Wheeler predijo que "habría más ataques a edificios públicos" y que los manifestantes eran "un puntal en la campaña electoral de Donald Trump" y estaban "reforzando el estereotipo de que los anarquistas se han vuelto locos en Portland".

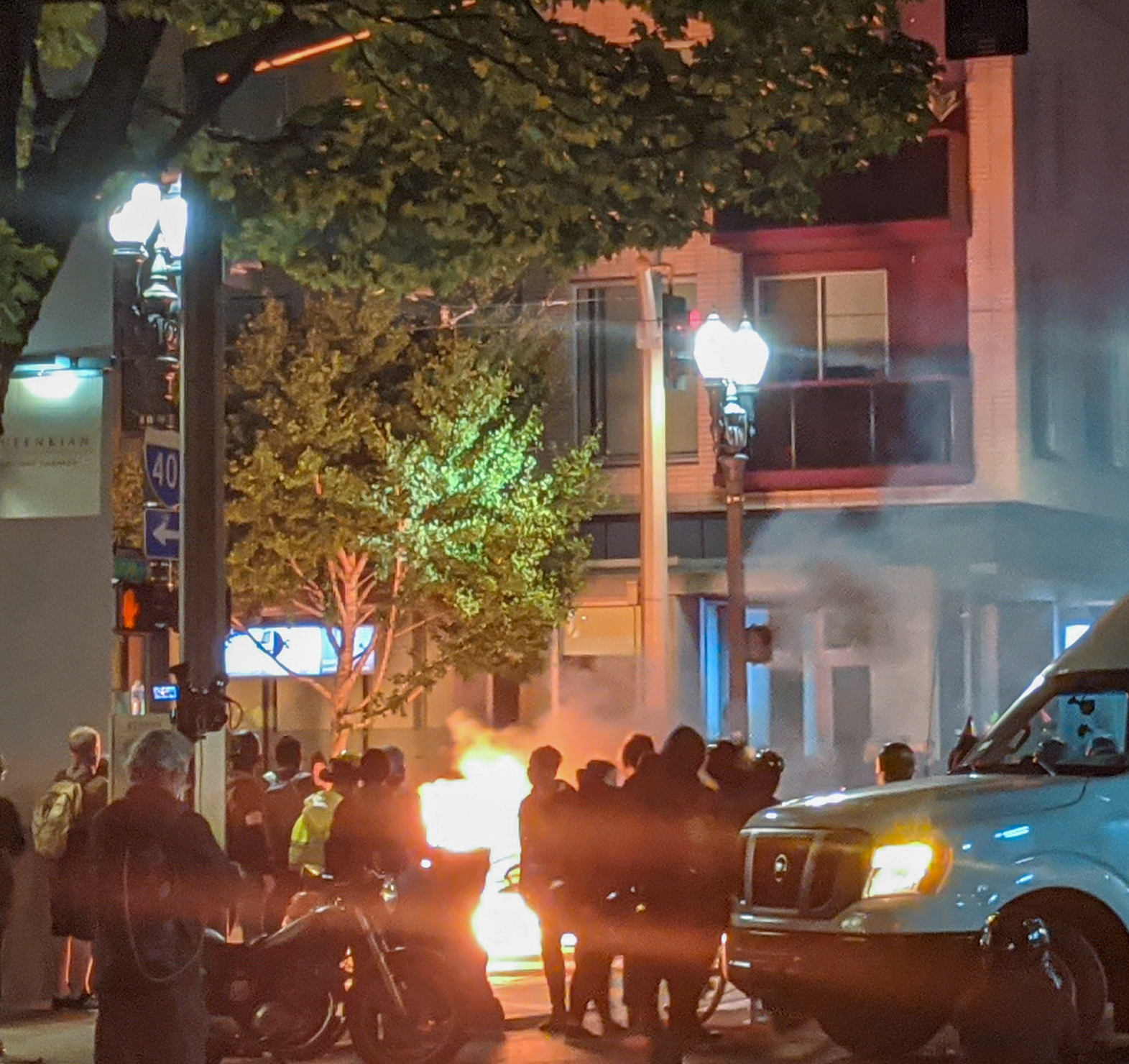
Manifestantes encienden un fuego frente al condominio del alcalde Ted Wheeler el 31 de agosto de 2020.

El 31 de agosto, los manifestantes se reunieron frente al condominio de Wheeler, exigiendo su renuncia. La policía respondió después de que el grupo creara incendios, rompiera ventanas e prendiera fuego a un edificio de apartamentos ocupado. La policía declaró que la protesta, que se presentó como una celebración del cumpleaños de Wheeler, fue un motín después de que se encendiera un fuego en la calle. 19 manifestantes fueron arrestados, principalmente por conducta desordenada e interferir con un oficial de la paz. El 2 de septiembre, Wheeler declaró que salía de su apartamento debido a preocupaciones de seguridad planteadas por las protestas en curso. Dijo a los vecinos de su edificio: "Quiero expresar mis más sinceras disculpas por los daños a nuestra casa y el miedo que están experimentando debido a mi posición".
Durante las protestas se ha cuestionado el liderazgo de Wheeler. Los críticos han denunciado su mandato como alcalde y muchos activistas locales pidieron su renuncia antes de las elecciones a la alcaldía de 2020. Para septiembre de 2020, dos meses antes de las elecciones, su índice de rechazo era del 62%, con un índice de aprobación del 26%. El 59% de los habitantes de Portland opinaron que la ciudad iba en la dirección equivocada y el 76% apoyó Black Lives Matter.

#### Reelección en 2020
En las elecciones de 2020, Wheeler ganó un segundo mandato, derrotando a Sarah Iannarone y a varios candidatos otros candidatos. Fue la primera vez desde mediados de la década de 2000 que un alcalde de Portland es reelegido.

## Posiciones políticas

### Aborto
Wheeler está a favor del aborto y aboga por el acceso al el. Ted y Katrina Wheeler fueron presidentes honorarios de la Gala del 50 Aniversario de Planned Parenthood. Wheeler ha donado y recaudado fondos para Planned Parenthood.

### Educación
Como tesorero, Wheeler relanzó el Programa de Ahorros para la Universidad de Oregón, que alcanzó un récord de $2,3 mil millones en enero de 2015. El "plan de ahorro 529" permite que el dinero ahorrado para la universidad crezca libre de impuestos y le da al donante una deducción sobre sus ingresos imponibles. Como alcalde, Wheeler apoyó la disolución de ACCESS Academy, un programa alternativo para niños superdotados que no reciben servicios de la escuela de su vecindario debido a discapacidades u otros desafíos que impedían su aprendizaje.

### Medioambiente
Wheeler defiende el aumento de inversiones en fondos de energía renovable. Encargó un estudio para determinar si Oregón puede reemplazar a las empresas de combustibles fósiles en su cartera de ingresos fijos. Wheeler no apoya nuevas inversiones en carbón. Apoyó la prohibición de la ciudad de Portland de expandir la infraestructura de combustibles fósiles.
En 2018, Wheeler se pronunció en contra de la iniciativa que buscaba capacitar a personas de color para trabajos de energía limpia e invertir en proyectos de energía verde en vecindarios marginados de Portland, debido al método usado para fijar impuestos. Más tarde el proyecto se aprobó por un amplio margen.

### Libertad de expresión
Wheeler ha declarado que "el discurso de odio no está protegido por la Primera Enmienda".

### Control de armas
Wheeler aboga por un mayor control de armas y apoya la idea de que se exiga verificaciones de antecedentes rigurosas para las personas que intentan comprar armas. El 14 de marzo de 2018, publicó una carta en apoyo de The National School Walkout, una protesta de estudiantes contra la violencia armada. El 20 de abril, Wheeler les dijo a cientos de estudiantes frente al ayuntamiento de Portland que trabajaría en la prohibición de las armas de asalto en Portland.

### Derechos LGBT
Wheeler y su exesposa Katrina trabajan junto a la organización por los derechos LGBT, Basic Rights Oregon. Wheeler ganó el premio Fighting Spirit Award del grupo en 2008 luego de su orden ejecutiva en 2007 que promulga los beneficios completos de atención médica para los trabajadores transgénero, y ha sido asimismo respaldado por la organización. Apoya el matrimonio entre personas del mismo sexo y firmó y apoyó la iniciativa Oregon United for Marriage de 2013, que abogó por la legalización del matrimonio entre personas del mismo sexo en Oregón.

### Seguridad pública
Durante sus primeros tres años como alcalde de Portland, Wheeler supervisó un aumento del presupuesto de la policía de $215 millones a $242 millones. En una entrevista con la revista Rolling Stones, Wheeler declaró que permitía que la policía cubra sus placas de identificación en las protestas para evitar el doxxing de los agentes. Apoya la abolición de una regla en el contrato de la Asociación de Policía de Portland conocida como la "regla de las 48 horas", que otorga a los agentes que han empleado fuerza letal un margen de 48 horas antes de tener que responder preguntas.

## Vida personal
Wheeler vivía en el suroeste de Portland con su esposa e hija. Después de su divorcio, se mudó a un apartamento en el noroeste de Portland. Wheeler es un Eagle Scout (el rango más alto en los Boy Scouts de América) y un ávido amante de la naturaleza. Ascendió el Monte Everest en 2002.
Wheeler asiste a la congregación episcopal Trinity Episcopal Cathedral, la cual está vinculada a la Iglesia Episcopal.